# Landwaisenheim Grovesmühle
Die Hermann-Lietz-Schule Landwaisenheim Grovesmühle war ein 1913 gegründetes Landerziehungsheim für Waisenkinder in Veckenstedt, das nach 1934 als Internat weitergeführt und 1953 endgültig geschlossen wurde.

## Geschichte
Nachdem der Reformpädagoge Hermann Lietz, der bereits mehrere Erziehungsheime und Schulen gegründet hatte, seine finanziellen Nöte überwinden und die erforderlichen Geldmittel zum Kauf aufbringen konnte, erwarb er 1913 die Papiermühle „Grovesmühle“ an der Ilse bei Veckenstedt, nahe der Ilsenburger Pulvermühle. Dort richtete er ein weiteres Landerziehungsheim ein, das speziell für Waisenkinder vorgesehen war, da er auch nicht privilegierten Kindern die Möglichkeit geben wollte, sein pädagogisches Programm zu nutzen. Ein erstes Landerziehungsheim hatte dieser bereits am 28. April 1898 in der Pulvermühle im nahen Ilsenburg gegründet.
Der erste Leiter der neuen Einrichtung, Theo Zollmann, war selbst Lietz-Schüler und eng mit den Idealen von Hermann Lietz verbunden. In einem zeitgenössischen Bericht heißt es: „Es war eine bunt zusammengewürfelte Schar von 14 Kindern im Alter von 4 bis 11 Jahren, die am 27. April 1913 in Ilsenburg eintraf…. Nach der Ankunft in der neuen Heimat, der alten Groves- oder Papiermühle bei Veckenstedt… erzählten sie nach Kindesart von ihren Erlebnissen.“
Finanzielle Gründe führten im Jahr 1934 zur Schließung bzw. Umwandlung des Landwaisenheims. Die „Grovesmühle“ wurde daraufhin als Unterstufenschule im Verbund der Landerziehungsheime bis 1953 weitergeführt und genutzt. Um die Existenz seiner Heime langfristig zu sichern, hatte Lietz in den Anfangsjahren immer wieder die Erziehungsbeiträge für seine Schüler erhöhen müssen, da die Erträge seiner Heime nur einen geringen Teil der Unkosten des Waisenheimes decken konnten. Nach erfolgreichen Jahren der Entwicklung als pädagogische Einrichtung war jedoch 1953 eine Fortführung der Schule aus politischen Gründen unmöglich. Die Verwaltung der Deutschen Demokratischen Republik entzog der Grovesmühle die staatlichen Beihilfen, um eine Schließung zu erzwingen.
Erst nach der Wiedervereinigung konnte das Anwesen wieder von der Lietz-Stiftung übernommen werden und wurde im Jahre 1994 verkauft. Eigentümer des zehn Hektar großen Schulgeländes ist die Familien-KG in Marburg. Mit der Wiedereröffnung im Jahre 1995 wurde das Landschulheim Grovesmühle als Reformschule im Sinne der Lietz'schen Pädagogik Mitglied der Vereinigung deutscher Landerziehungsheime, einer Vereinigung von damals 21 Internatsschulen, die sich einem gemeinsamen Leitbild und pädagogischen Grundsätzen verschrieben hatten.

## Leiter
Die Liste der Leiter des Landwaisenheims ist der entsprechenden Akte im Schularchiv entnommen.
- Theo Zollmann (1914–1935)
- Hans-Martin Johannsen (1935–1939)
- Herbert Andreesen (1939–1940)
- Hans Jacoby (1940)
- Hans-Martin Johannsen (1941–1952)